# Étienne Wolff
Étienne Wolff (* 12. Februar 1904 in Auxerre; † 18. November 1996 in Paris) war ein französischer Entwicklungsbiologe. Von ihm stammen verschiedene neue Untersuchungsverfahren in der experimentellen Embryologie und er war ein Pionier in der Verwendung höherer Wirbeltiere (Hühnerembryonen) im Experiment.

## Leben
Wolff, der in Rouen zur Schule ging und auf das Lycée Louis-le-Grand, studierte zunächst an der Sorbonne Literatur und Philosophie (Lizenziat 1921), wechselte dann aber zu den Naturwissenschaften (Lizenziat 1925, Agrégation 1928). Ab 1931 war er im Labor für Embryologie der Universität Straßburg bei Paul Ancel und begann mit Untersuchungen zur experimentellen Teratologie und Embryologie, wobei er im Gegensatz zu früheren Wissenschaftlern nicht Eier von Wirbellosen wie z. B. von Seeigeln oder Amphibien benutzte, sondern Hühnerembryonen. Er bestrahlte sie mit Röntgenstrahlen und konnte so die verschiedensten Missbildungen reproduzieren. 1935 untersuchte er die Rolle von Sexualhormonen bei der Differenzierung. 1936 wurde er promoviert (Les bases de la tératogenèse expérimentale des Vertébrés Amniotes d’après les résultats de méthodes directe). 1940 bis 1945 war er in Gefangenschaft während der deutschen Besatzung und nach seiner Rückkehr wurde er Professor in Straßburg. 1955 wurde er Professor am Collège de France.
Die Académie royale des Sciences, des Lettres et des Beaux-Arts de Belgique nahm ihn 1959 als assoziiertes Mitglied auf. 1963 wurde er Mitglied der Académie des sciences und 1966 der Académie nationale de médecine. 1971 wurde er in die Académie française aufgenommen. 1958 wurde er Präsident der Société zoologique de France.
Zu seinen Schülern gehört Nicole Le Douarin. Mit seinem Schüler Katy Haffen entwickelte 1951 eine neue Methode der in vitro Kultur von Organ-Zellen.

## Schriften
- Les Changements de sexe (1946)
- La Science des monstres (1948)
- Les Chemins de la vie (1963)
- La poésie funéraire épigraphique à Rome (1971)
- Les Pancrates, nos nouveaux maîtres (1975)
- Dialogues avec mes animaux familiers (1979)
- Trois pattes pour un canard (1990)